# 中央ボヘミア州

中央ボヘミア州
Středočeský kraj

中央ボヘミア州の所在地

中央ボヘミア州（ちゅうおうボヘミアしゅう、チェコ語: Středočeský kraj、チェコ語発音: [ˈstr̝̊ɛdot͡ʃɛskiː kraj]）は、チェコのボヘミア地方にある同国最大の州。州のほぼ中心にプラハが位置し、行政府も同市内に置かれているが、プラハは首都として独立した行政区分となっているため、中央ボヘミア州には含まれない。主要都市はクラドノ。

## 歴史
紀元前2世紀から1世紀にかけて、ケルト系のボイイ族がこの地で生活した痕跡がある。中央ボヘミア州はボヘミア公ヴァーツラフの治めた領土とほぼ一致している。クトナー・ホラでは中央ヨーロッパの国際通貨としてプラハ・グロシュが鋳造されていた。1757年にはコリーン近郊が七年戦争の戦場となった（コリーンの戦い）。

## 地理
中央ボヘミア州の北東部はエルベ川沿いに低地が続き、主に農地として利用されている。落葉樹林やマツの林もある。対して南西部は山がちでトウヒなどの森林によって覆われている。自然保護区となっているクシヴォクラートではボヘミア地方最大規模のカルスト地形が見られる。3層からなるチェコ最大のコニェプルシー洞窟があるのもこの地域である。ブラニーク丘陵には王国が危機に瀕した時に目覚めると伝えられるブラニークの騎士たちの伝説がある（スメタナの連作交響詩『わが祖国』の第6曲「ブラニーク」で題材とされている）。

### 地域区分

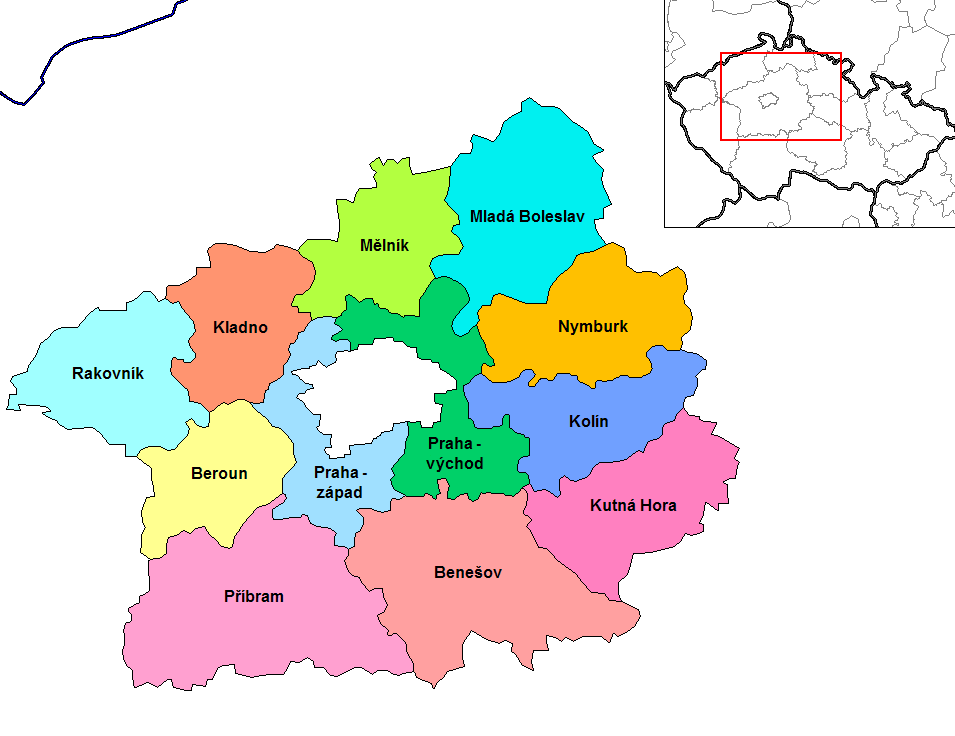
中央ボヘミア州（詳細）

中央ボヘミア州には12の郡があり、1,146の市町村がある。   
| - ベネショフ郡 - ベロウン郡 - クラドノ郡 - コリーン郡 - クトナー・ホラ郡 - ムニェルニーク郡 | - ムラダー・ボレスラフ郡 - ニンブルク郡 - プラハ＝ヴィーホド郡 - プラハ＝ザーパド郡 - プシーブラム郡 - ラコヴニーク郡 |

## 文化

### 観光

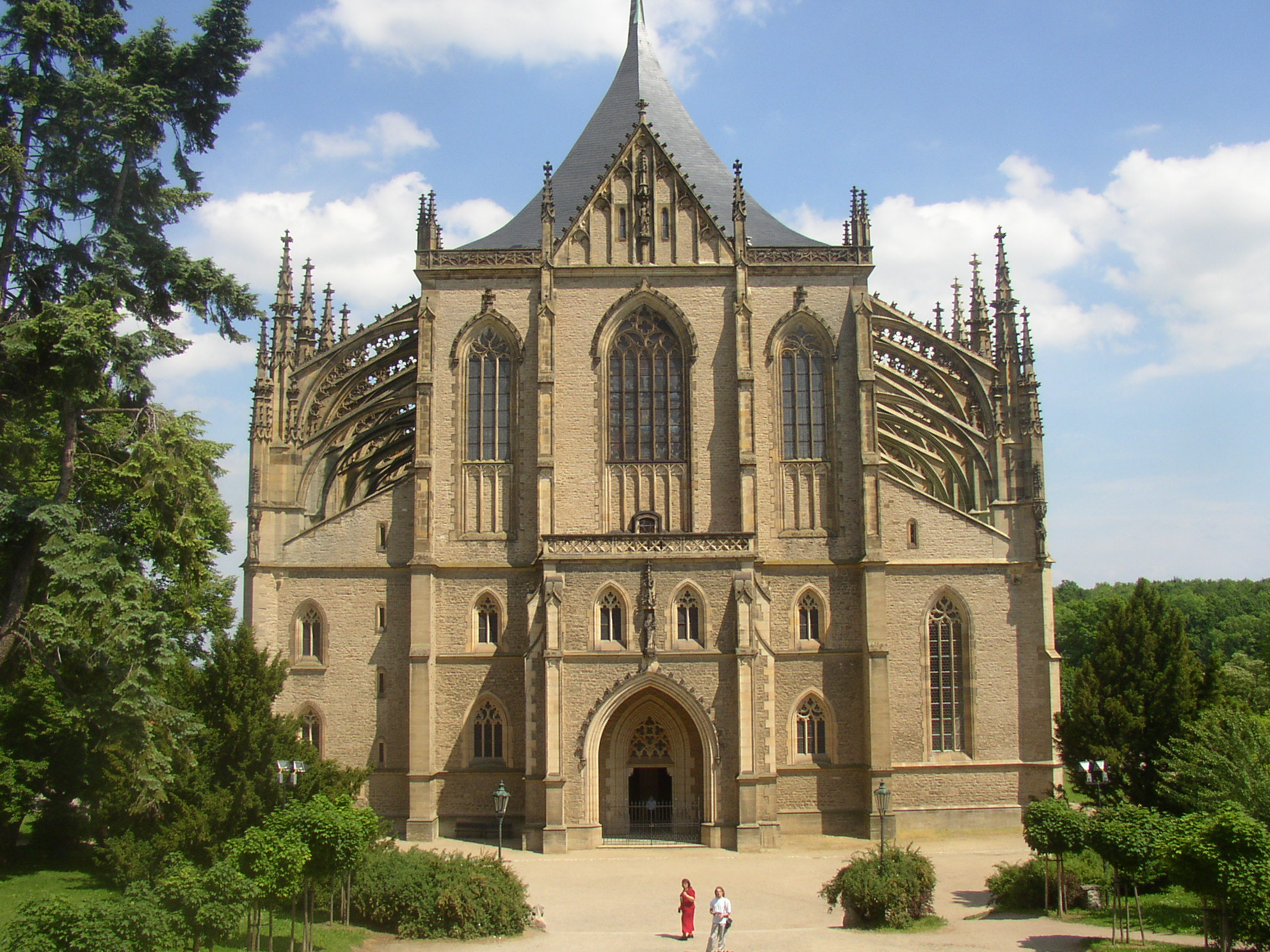
聖バルボラ教会

クトナー・ホラの聖バルボラ教会のある歴史地区とセドレツの聖母マリア大聖堂が、ユネスコの世界遺産に登録されている。